# Colletorto
Colletorto è un comune italiano di 1 616 abitanti della provincia di Campobasso in Molise, facente parte del distretto turistico Molise orientale.

## Geografia fisica
Il paese è situato nella parte sud-est del medio Molise su una collina alta circa 500 m. Il centro abitato si divide in due zone geografiche: il "Colle" (la parte alta) e la "Terra" (la parte bassa) dove sorge il corso principale "Corso Vittorio Emanuele". Esso attraversa il paese fino al centro storico "Campo dei fiori", dove si può trovare la Chiesa di San Giovanni Battista, il Palazzo Marchesale, il Municipio e la Torre Angioina, dalla quale è possibile ammirare la splendida vista sulla montagna del Gargano, il Lago di Lesina, il Mar Adriatico e le Isole Tremiti.
Il territorio è circondato da alberi di ulivo secolari, boschi di querce e da coltivazioni più rade di cereali e foraggi vari.
Nel territorio comunale di Colletorto passa il fiume Fortore, il quale segna il confine con la Puglia. Al confine si estende parte del (diga) Lago di Occhito. Altri torrenti importanti sono il vallone di Santa Maria, affluente del Fortore, e il torrente Cigno, affluente del Lago di Occhito.
Il territorio comunale varia da un'altezza di 98 m della vallata del Fortore ai 776 m del Monte Crocella che sovrasta l'abitato.

## Storia
Il paese viene menzionato per la prima volta sotto il nome di Collis Tortis nel 1241 nello "Statuto di riparazione dei castelli" di Federico II di Svevia e successivamente, nel 1273, nei registri della Cancelleria Angioina. Successivamente appare nuovamente nei registri angioini del 1320, sotto il nome di Collis Tortus, e quindi la sua esistenza è precedente all'incoronazione della Regina Giovanna I di Napoli, figlia di Carlo di Calabria.

Il Contado di Molise nel 1659 (si può notare che Colletorto e altri comuni limitrofi non ne fanno parte ma sono inglobati in quello di Capitanata)

Molto si è detto sul nome originario del paese: da "Colle Toro" a "Colle Forte", passando per "Colleobtorto", proprio come scriveva secoli addietro un certo Padre Gonzaga. Ma oltre alle discordanze sul nome originario, non vi sono ad oggi documenti nei quali risulti che il paese sia stato visitato della Regina Giovanna I d'Angiò, né vi è alcuna prova che ella fece costruire la torre merlata che ancora oggi si erge a monumento rappresentativo del comune. Essa sorge nell'area denominata "Largo Angioino" e costituisce, insieme al palazzo marchesale e alla Chiesa Madre, il culmine del centro storico.

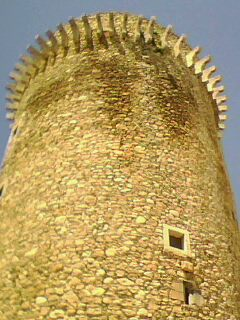
La Torre Angioina

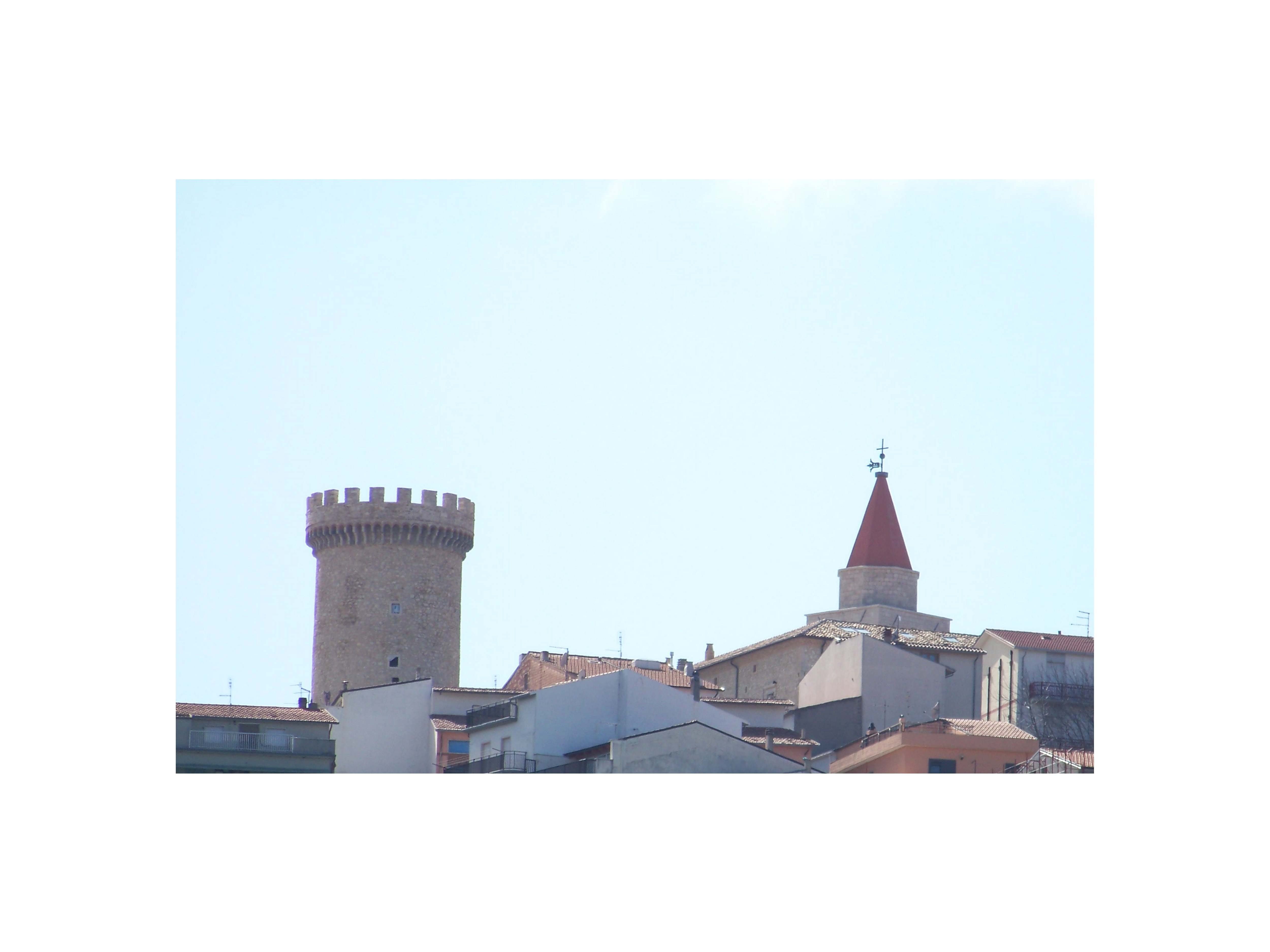
Colletorto Torre Angioina (dopo restauro 2012)

### Simboli
In passato, lo stemma del Comune di Colletorto era rappresentato da una ruota, simbolo dei Rota.
Lo stemma attuale e il gonfalone sono stati concessi con D.P.R. n. 3062 del 15 luglio 1982. 
Il gonfalone consiste in un drappo partito di rosso e d'azzurro riccamente ornato da ricami d'argento.

## Monumenti e luoghi d'interesse

### Torre Angioina
La sua edificazione è tradizionalmente fatta risalire durante il governo di Giovanna I di Napoli ma non vi sono atti o documenti che avvalorano tale tesi. Essa venne riedificata sopra una fortificazione normanna, ha pianta cilindrica, di mole robusta, alta 25 metri, con mura a coronamento in alto, una serie di beccatelli e merlature, rifatte con il restauro del dopo terremoto del 2002. La torre domina la vallata di Santa Maria e la valle del Fortore ed alcuni ipotizzano sia stata costruita tra il 1343-82, quando Giovanna I regnò a Napoli in base ad un documento regio dove viene testimoniata l'attenzione della regina verso alcuni villaggi nei dintorni di Colletorto, devastato dalle incursioni di Luigi d'Ungheria d'Angiò, anche se nulla èriportato circa la costruzione della torre. La torre, realizzata probabilmente insieme a un castello, trasformato poi nel palazzo marchesale, ha l'interno diviso in più piani, fornito di un camino, intorno al quale la truppa si riscaldava durante l'inverno. Vi è anche un "trabucco" che serviva per gettare i cadaveri dei soldati morti o dei prigionieri uccisi nella condotta di scarico. La torre dopo la famiglia d'Angiò, passò a vari feudatari di Colletorto, finché nel 1959 venne ceduta al Comune dalla famiglia D'Antini.
Secondo Lucio Santoro, esperto di fortificazioni angioine, ed autore del libro Castelli Angioini e Aragonesi nel Regno di Napoli la torre di Colletorto ha analogie con le altre torri angioine solo per quanto riguarda le mensole del coronamento.
Oggi la Torre Angioina è il simbolo del paese e sono molte le iniziative e le manifestazioni legate a questo monumento storico. In particolare il Corteo e la Rievocazione storica in onore della Regina Giovanna. Un corteo in costumi d'epoca ripropone le principali figure storiche del tempo: sbandieratori, dame di corte, nobili, popolani, giullari e la Regina. Il corteo attraversa l'intero corso principale e arriva alla Torre Angioina, dove si svolge la manifestazione.

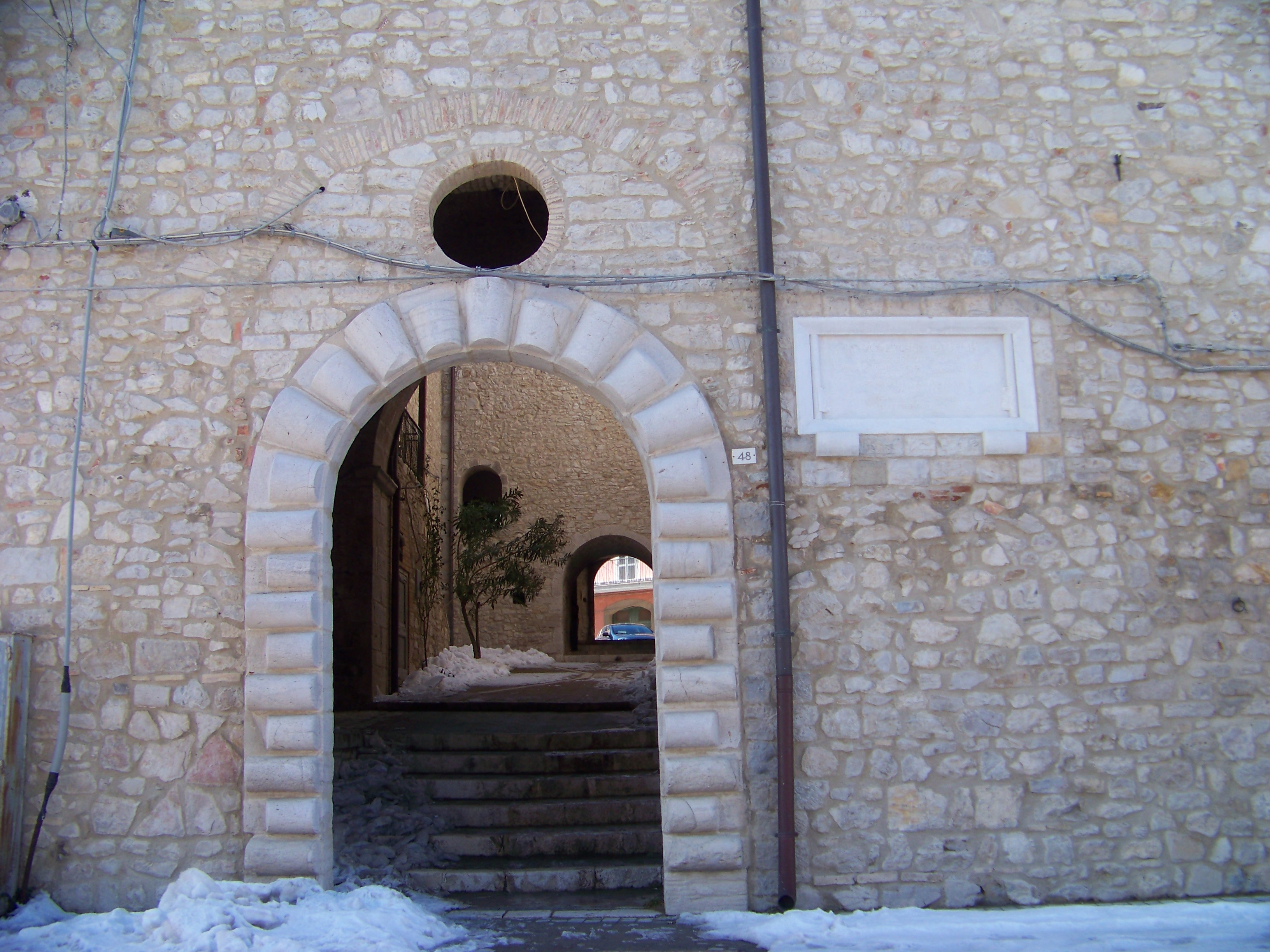
Entrata "secondaria" palazzo Marchesale Colletorto

### Palazzo Marchesale
La torre è circondata dal Palazzo Marchesale la cui forma attuale è stata realizzata nel settecento dal marchese Bartolomeo Rota che in quei tempi regnava sul paese, caratterizzato da due entrate che si affacciano su due diverse strade del paese, sulla facciata principale che si affaccia sulla piazzetta dove sorge la chiesa madre è visibile sopra l'arco di entrata lo stemma dei Rota, una ruota sormontata da una corona reale, al suo interno sono conservate quattro tele raffiguranti le stagioni, di autore anonimo, ma gli esperti ne riconoscono in esse la mano di Paolo Gamba quindi di Scuola Napoletana. Precedentemente il palazzo era stato proprietà della famiglia Gambacorta la quale nel 1608 aveva fatto incidere un'iscrizione, oggi non più presente, che ne testimoniava la propria appartenenza. 

### Chiesa madre di San Giovanni Battista
Scrive il Tria: «Questa Chiesa sotto il titolo di S. Giovanni Battista […] e incapace rispetto al numero degli Abitatori, a' prieghi anche della Communità, dell'Arciprete, e Clero, nella Visita del 1730. Ordinassimo darsi a tutto ciò riparo. Quindi fatta compra a spese della medesima Chiesa di più Case, che si trovavano attorno, e quelle demolite, tosto fu dato principio alla nuova fabbrica […] restando della vecchia fabbrica il solo Campanile, che è ben formato», della vecchia chiesa considerata non adeguata, abbattuta e ricostruita per ordine dello stesso vescovo Tria intorno al 1730 è rimasto solo il campanile che coincide, caso raro se non unico, con l'entrata e che dà un aspetto particolare a tutta la costruzione.
La porta più antica è quella laterale, detta "dei Morti", forse perché, fino a qualche tempo fa vi uscivano i morti, dopo la funzione in Chiesa. Tutto il portale è finemente lavorato e sull'architrave è possibile notare la testa decapitata di San Giovanni Battista. Per quanto riguarda il campanile, è presente la cella campanaria con due campane laterali e una campana più grande sulla facciata d'ingresso. Il tutto è sormontato da un tamburo ottagonale che regge la cuspide. Le campane suonano a festa durante le varie cerimonie religiose e durante le ore della giornata.
La chiesa ha una sola navata, non sono presenti cappelle e le nicchie dei santi sono poste sotto gli archi murari delle pareti laterali, con antistante altare.
All'interno della chiesa sono conservate una tela di Paolo Gamba datata 1751 La Sacra Famiglia e un dipinto su legno del 1600 del famoso pittore e architetto il Zincaro, Antonio Solaro. ma di fattura molto pregevole raffigurante la Madonna delle Purità, già presente anche nell'antica chiesa. Dal 1779 sono presenti in chiesa le reliquie di san Teodoro e, successivamente, quelle di san Vittorino, santa Clementina, santa Gioconda.
La chiesa e il campanile sono stati sottoposti a restauro e opere di rinforzo a seguito del terremoto del Molise del 2002, caratteristica dovuta alla nuova copertura è il colore arancione della punta del campanile.
Dietro l'antica chiesa c'era il cimitero poi spostato per costruire la nuova chiesa nel 1731 alla Porta maggiore della Terra.

### Monastero di Sant'Alfonso

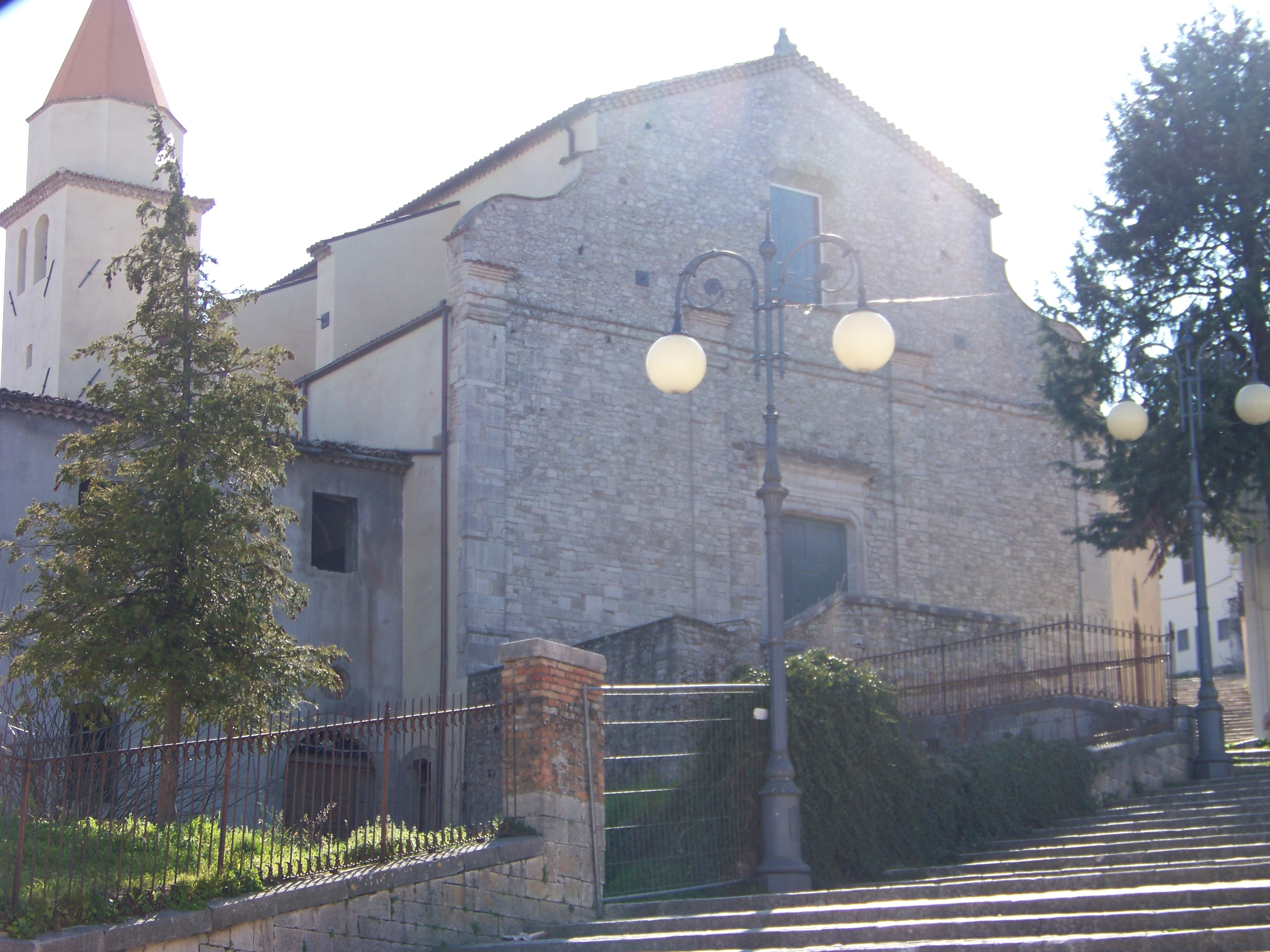
Chiesa-Convento di Sant'Alfonso

Il Monastero di Sant'Alfonso dei Liquori fu costruito a spese del marchese Bartolomeo Rota signore di Colletorto con il beneplacito del vescovo di Larino del tempo, Mons. Tria.
Prima della costruzione del nuovo convento, a Colletorto c'era un altro convento di piccole dimensioni sotto il titolo di Santa Maria del Carmine, che fu abitato dai monaci dello stesso ordine i Carmelitani Scalzi, e poi soppresso colla generale soppressione dei Conventini sotto Innocenzo X.
Il cantiere per la costruzione del nuovo convento fu aperto nel 1730 (furono usate le pietre delle rovine dell'antica abbazia di Sant'Eustachio in Pantasia che era situata nel territorio del casale di Sant'Eustachio o San Stazio che attualmente fa parte del territorio di San Giuliano di Puglia) e terminato entro il 1744 (anno in cui il Tria scrive il suo libro) e il convento nuovo fu consegnato ai PP. Riformati di San Francesco della Provincia di Sant'Angelo che lo abitarono fino al 1810, anno in cui la congregazione fu soppressa e il convento passò al Demanio che lò assegnò alla Mensa Vescovile di Larino, una decina di anni dopo il Vescovo Raffaele Lupoli riaprì il convento e lo assegnò alle Suore del SS. Redentore, le suore Liquorine (in questi anni il monastero acquisisce la denominazione attuale in onore di Sant'Alfonso dei Liquori fondatore dell'ordine delle liquorine), poi seguite dalle stimmatine, poi seguite nel 1953 dalle suore dell'ordine delle figlie di Maria, le Immaticolatine, che potenziarono l'attività scolastica-educativa del convento, con l'istituzione nel 1959 dell'Istituto Magistrale Parificato.
L'istituto chiuse nel 1992 e con esso il convitto e il convento.
Opera particolare è l'affresco di Paolo Brunetti datato 1737 ispirato a l'ultima cena e situato nel refettorio del convento.

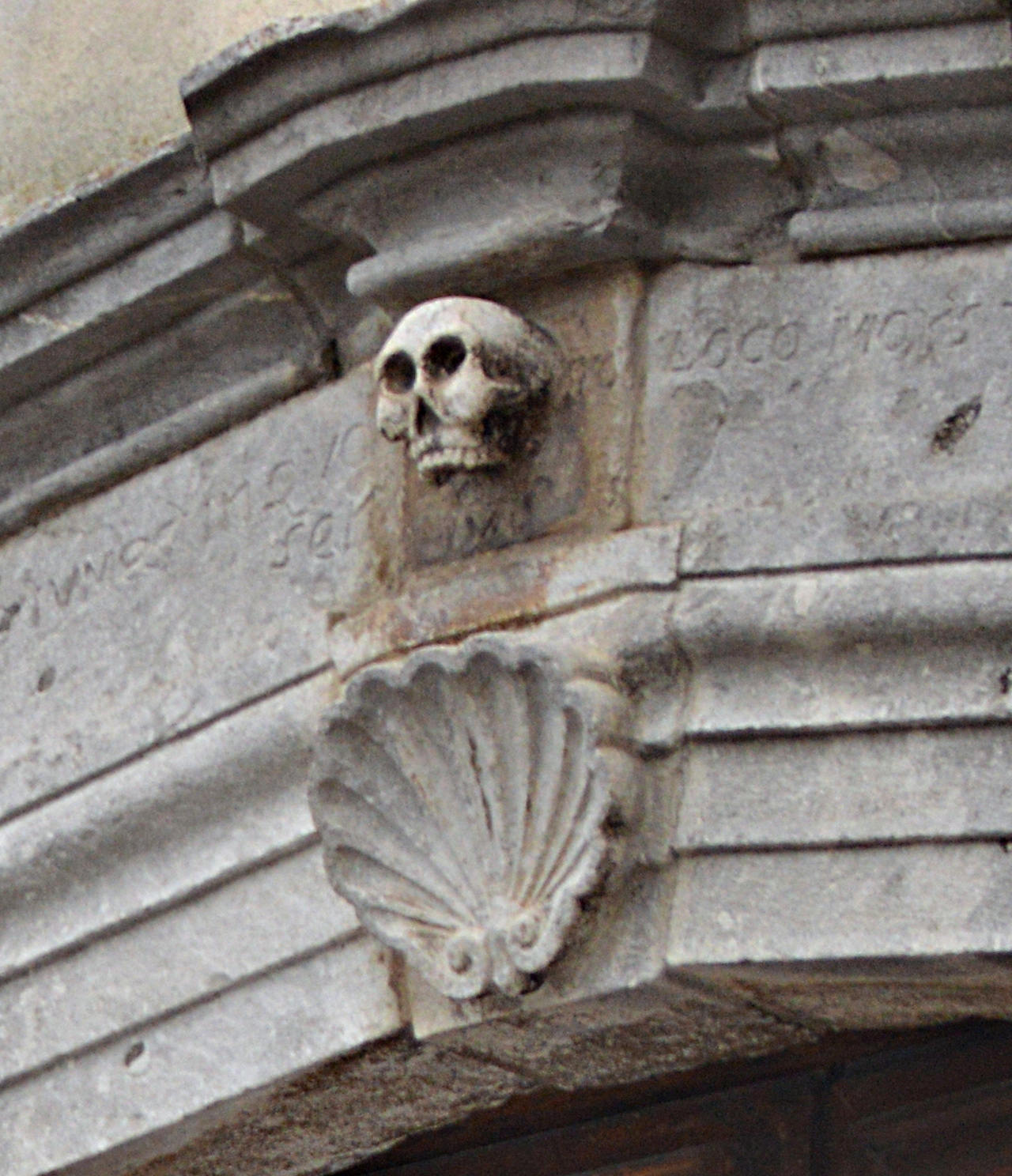
Particolare navata del Purgatorio con il teschio di pietra al centro in alto

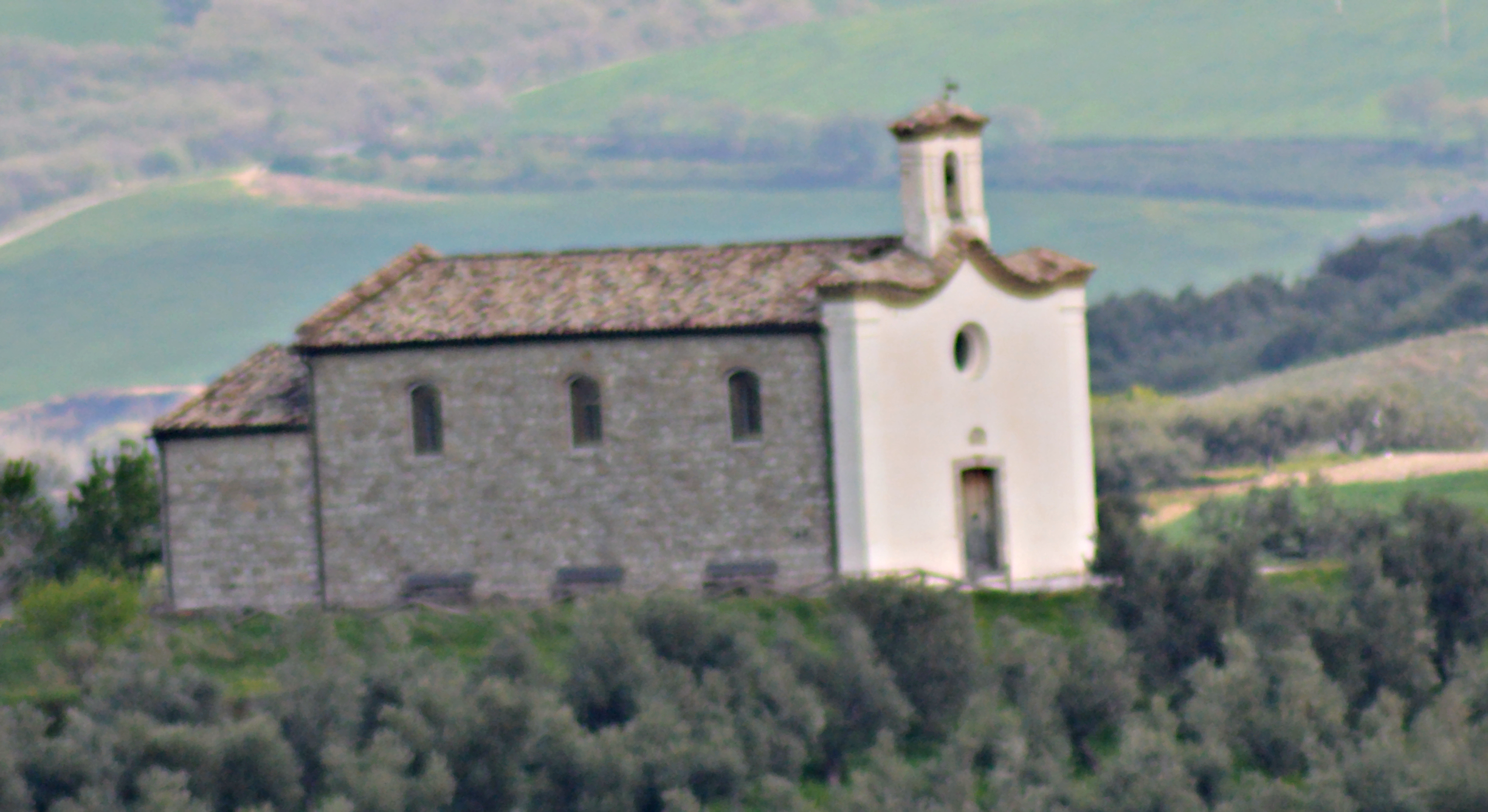
Cappella di Santa Maria di Loreto vista laterale

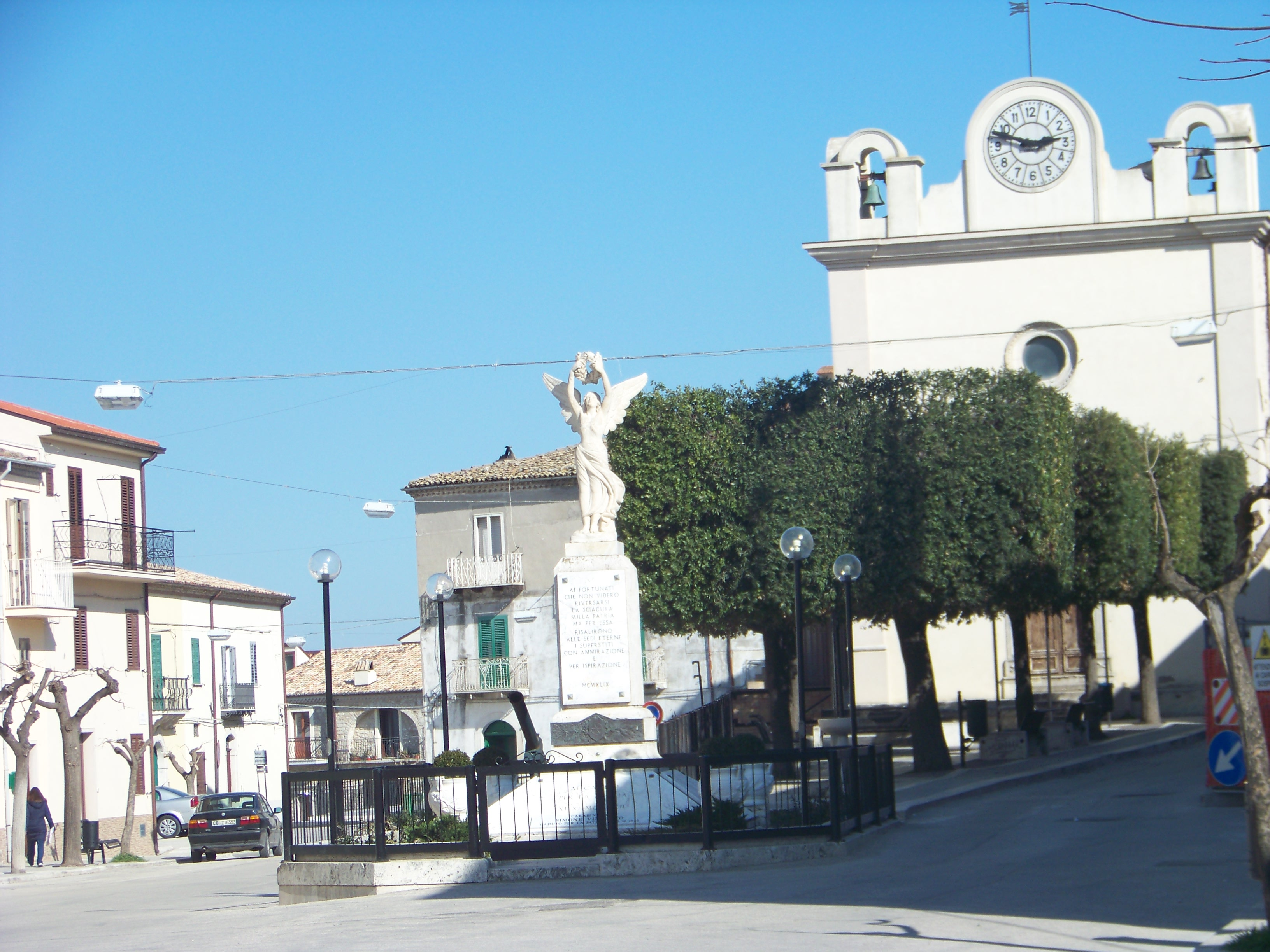
Veduta monumenti ai caduti e orologio chiesa Purgatorio Colletorto

Il convento conserva al suo interno statue di Paolo Saverio di Zinno e dipinti di Placido Flaxis (conosciuto anche come Placico Flascis).
Il convento e la sua chiesa hanno subito gravi danni causati dal terremoto del Molise del 2002, la chiesa è stata completamente restaurata mentre il convento ha subito solo un restauro parziale per la messa in sicurezza. Il 5 agosto del 2000 è stata posta nelle vicinanze del convento una statua in bronzo di Padre Pio, circondata da un piccolo giardino.

### Chiesa del Purgatorio
La Chiesa del Purgatorio,

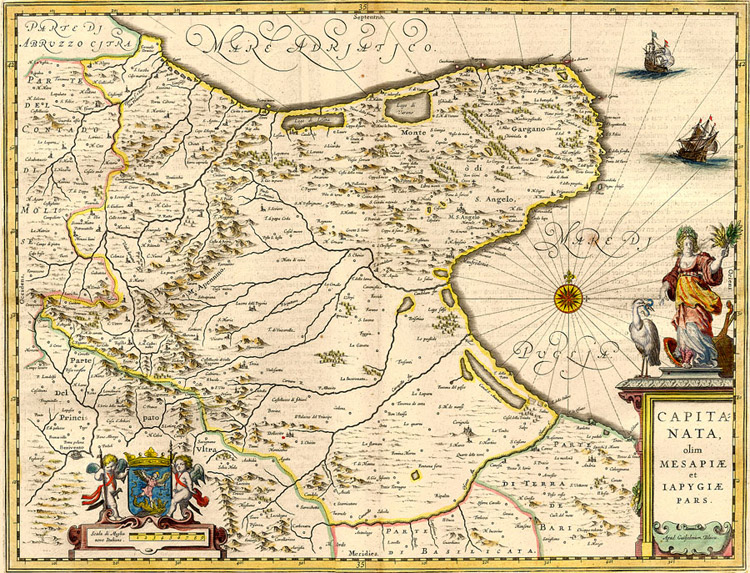
Antica mappa della Capitanta 1645 c.a.

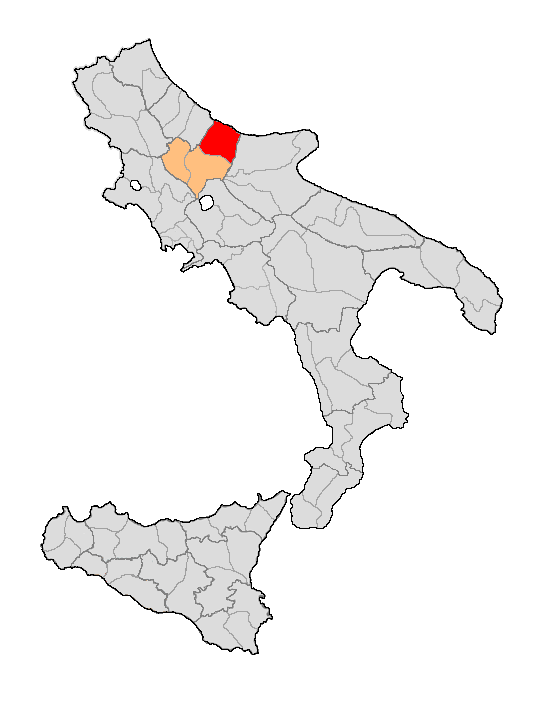
Distretto di Larino

sconsacrata, situata alla fine del corso principale nella zona delle antiche mura di cinta del paese, fu eretta intorno al 1700 - 1726 (1726 anno in cui i confratelli prendono possesso "ufficiale" della struttura per riunirvisi) come sede della confraternita laicale del Santissimo Sacramento e delle anime del Purgatorio (in alcuni scritti è citata come Congregazione del Santissimo Sacramento e dei Morti) nata nel 1607 con autorizzazione di papa Paolo V (10 giugno 1607), ma riconosciuta giuridicamente solo nel 1776 col Decreto Reale del re delle Due Sicilie Ferdinando IV. Essa rappresenta l'ingresso al borgo antico di Colletorto tramite due vecchie porte, "Campo dei Fiori" e "Porta Nuova", in direzione della parrocchia. 
Il corpo della chiesa ha subito diverse trasformazioni fino alle sembianze attuali, nel 1909 subì un incendio che distrusse gravemente gli arredi interni della struttura, adesso si presenta con un grande orologio funzionante centrale posto sulla cima. 
La chiesa ha subito delle trasformazioni nella parte esterna dopo la ristrutturazione eseguita per i danni causati dal terremoto del Molise del 2002, attualmente è usata come sala convegni e mostre.
La chiesa ha un grosso orologio civico, tra i più grandi della regione del Molise, collocato tra due piccoli campanili a vela durante il fascismo, quando si spese la vita della confraternita. Sull'architrave del portale c'è una scritta oscura Incertum est per ricordare quali modalità bisogna osservare per entrare senza problemi nell'aldilà. Un altro simbolo che si può osservare sul portale è un teschio, riportato in bassorilievo che aveva come obiettivo quello di richiamare i fedeli a mostrare un comportamento corretto.

### Chiesa di Santa Maria di Loreto
La chiesa di Santa Maria di Loreto, situata nel luogo, dove c'era il Castello di Loreto, costruita da Monsignor Persio Caracci nell'anno 1638 il Tria la descrive così:
«ella però è assai povera, unita all'arcipretura; e nell'anno 1734 con diligenza del sopraddetto D. Fulvio di Rosa è stata restaurata, e pulita, provvedendola ancora di tutto il necessario. Contigua ad essa si vede l'abitazione per lo Romita» la chiesa ha subito un restauro negli anni novanta del 1900.
Era anche la cappella funeraria di Romolo Campanelli e della sua famiglia.
C'erano varie chiese e cappelle situate soprattutto nella zona della fonte cerasa-contrada santa Lucia ed erano le chiese di San Rocco (ancora in piedi ai tempi del Tria), San Vincenzo e Santa Lucia tutte distrutte da secoli.

### Monumento ai caduti
Posto alla fine di corso Vittorio Emanuele fu costruito dopo la Grande guerra. Era composto da un cippo marmoreo su cui poggiava una statua di bronzo, la statua fu tolta per ordine del governo nel 1943 per essere fusa e contribuire allo sforzo bellico per la costruzione di armi, adesso è sostituita da una statua in marmo raffigurante una figura alata con una corona di alloro posto sull'antico cippo della vecchia statua. Alla base del monumento sono state collocate le lapidi contenenti i nomi dei Caduti di tutte le guerre.

### Fontane
Il paese è pieno e circondato da fontane ricche di acqua. In passato si andava a prendere l'acqua con un contenitore di rame che veniva portato in testa sopra un fazzoletto. Oggi rimangono una testimonianza del passato e rappresentano luoghi d'incontro per gli abitanti. 
- Fonte Cerasa è ritenuta una delle più antiche (forse risalente al 1400); è posta lungo la provinciale che da Colletorto porta a Casalnuovo Monterotaro in provincia di Foggia, appena dopo l'uscita del paese. Essa è stata un punto di partenza e arrivo di tutti i contadini che si recavano al lavoro nei campi. Durante la missione francescana del 1950, è stata posta sulla sommità della fontana una croce.
- Pozzo Berardinelli, risalente agli anni '90.
- Fontana del convento. La sua costruzione risale al 1886 ed è posta ai piedi della scalinata che porta alla parte alta del paese in Largo Romolo Campanelli. Nel passato era un punto di incontro per gli abitanti del paese. Ad essa è connesso anche un abbeveratoio per gli animali.
- Fontana del Pallone, costruita intorno agli anni '60, è posta nei pressi del campo sportivo. L'acqua che alimenta questa fontana è stata derivata dal pozzetto Macarico e fu costruita nel passato per necessità di approvvigionamento. Infatti, usanza dell'epoca, era lo svolgimento di fiere di bestiame, che si svolgevano sul campo sportivo; in occasione di questi eventi era importante avere a disposizione acqua potabile.
- Fontana del Purgatorio, costruita intorno agli anni '60. È posizionata nella piazzetta antistante la chiesa sconsacrata del Purgatorio.
- Sciù Sciù
- Pannon
- Vederame (bederame)
- e altre ancora, a Colletorto ci sono 18 fontane nelle campagne e dintorni di cui 7 ubicate all'interno del paese.[25]

## Società

### Evoluzione demografica

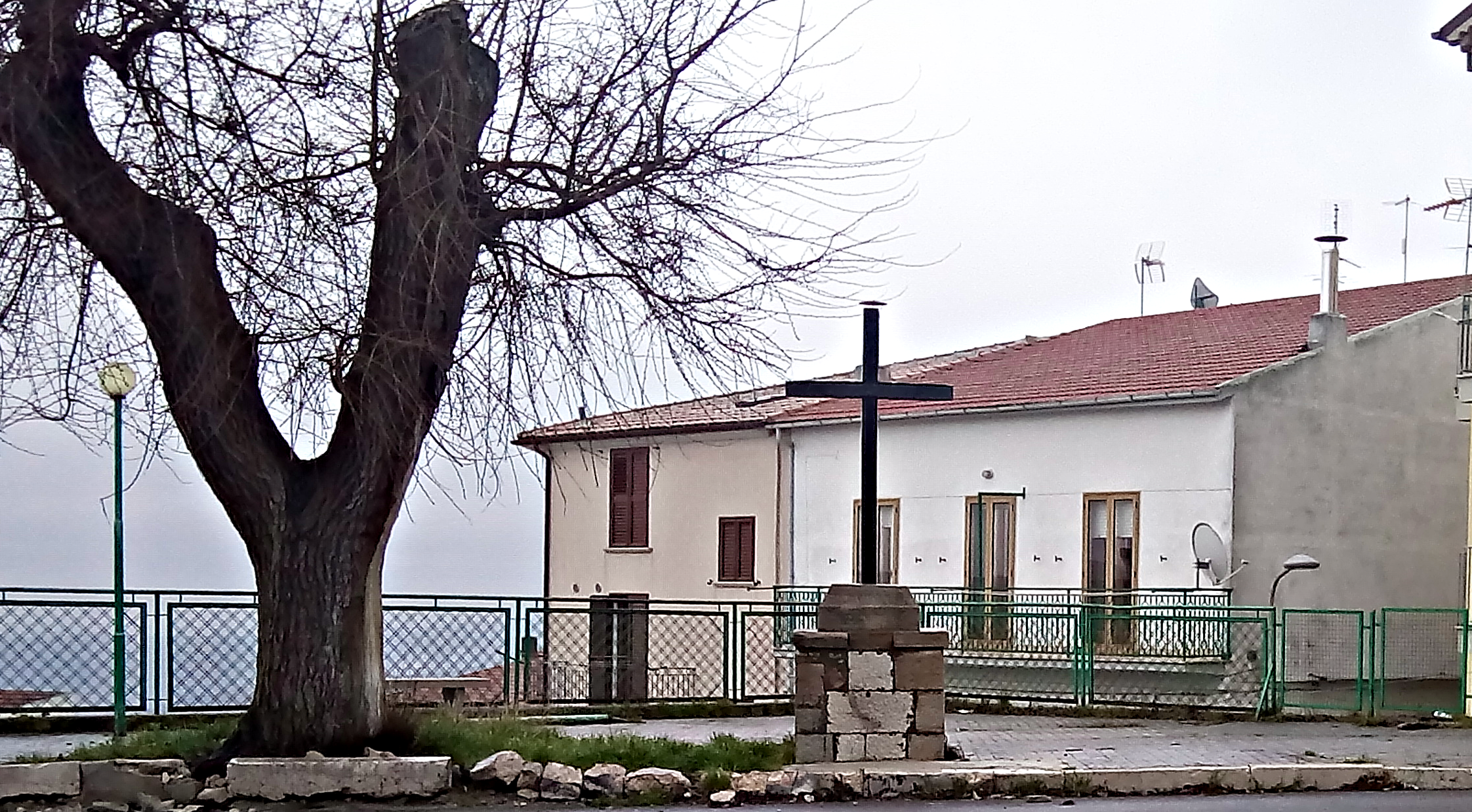
Monumento croce in ferro -Ngopp'a croc (Largo Angioino)

Abitanti censiti

### Tradizioni e folclore
Festa antica e molto particolare di Colletorto che mischia sacro e profano sono i "fuochi di S. Antonio" (17 gennaio), che segna l'inizio del carnevale. Essa consiste nella preparazione di falò da parte di ogni rione del paese che festeggia con cibo tipico, bevande e musica fino al mattino intorno al fuoco. I falò vengono accesi all'imbrunire ed è tradizione la benedizione del parroco ad ogni fuoco. Il carnevale è salutato il martedì grasso con la sfilata dei carri allegorici (questa è una tradizione recente), i quali rappresentano in maniera satirica personaggi e situazioni della vita quotidiana.

## Cultura

### Cucina
La cucina colletortese, come quella molisana, rispecchia l'origine contadina della sua gente. È costituita da piatti semplici, legati ai prodotti della terra.
Anticamente le famiglie allevavano le galline, capre e maiali che fornivano uova, latte e carne per tutto l'anno; con la mietitura del grano si ricavava la farina per preparare il pane e la pasta; in estate si raccoglievano i pomodori che venivano trasformati in salsa per la conserva annuale; dai vigneti proveniva l'uva da cui si ricavava il vino e, infine, gli oliveti fornivano le olive necessarie per produrre olio. Oggi sono poche le famiglie che si dedicano ancora a questa tradizione.
Alla base di ogni piatto domina l'olio extravergine di oliva, che viene utilizzato a crudo e nelle fritture, oppure come tocco finale per una vellutata.
Ogni stagione e ricorrenza ha le sue pietanze: a Natale ricorrono i cav'zun, panzerotti ripieni di una crema fatta con ceci passati e cioccolata; le scarole, preparate con una sfoglia sottile a cui viene data una forma a spirale, fritte ed insaporite con il miele; le scarpelle, pasta di pane fritta ed arrotolata. Durante il cenone della viglia di Natale è tradizione preparare gli "spaghetti con la mollica", un primo piatto condito con sugo rosso di anguilla e mollica di pane passata in padella con olio, aglio e prezzemolo. A Pasqua, invece, si ha u car'sell, un autentico panettone colletortese. Tra i tipi di pasta tipica, inoltre, spuntano i ciufelli e la sagna. Altro piatto tipico: i torcinelli, preparati con le interiora di agnello tenute insieme dalle stesse budella ed aromatizzati con rosmarino e origano che ne esaltano il sapore.

### Eventi
Fiere
Prima domenica di giugno e sabato precedente e lunedì seguente in Colletorto e non risultano «mercati» in quegli anni.
Feste
Secondo il Tria, in Memorie storiche civili, ed ecclesiastiche della città, e diocesi di Larino, un tempo le feste erano tre:
Decollazione»
(Giovanni Andrea Tria, Memorie storiche civili, ed ecclesiastiche della città, e diocesi di Larino, libro IV, Di Colletorto)
Altra festa particolare di Colletorto in quegli anni (periodo del 1744) era la festa del 3 dicembre per S. Francesco Saverio.
L'unica festa di quelle menzionate sopra che viene ancora celebrata ai giorni nostri è la festa del patrono del paese, S. Giovanni Battista, il 29 agosto.
Le principali ricorrenze sono:

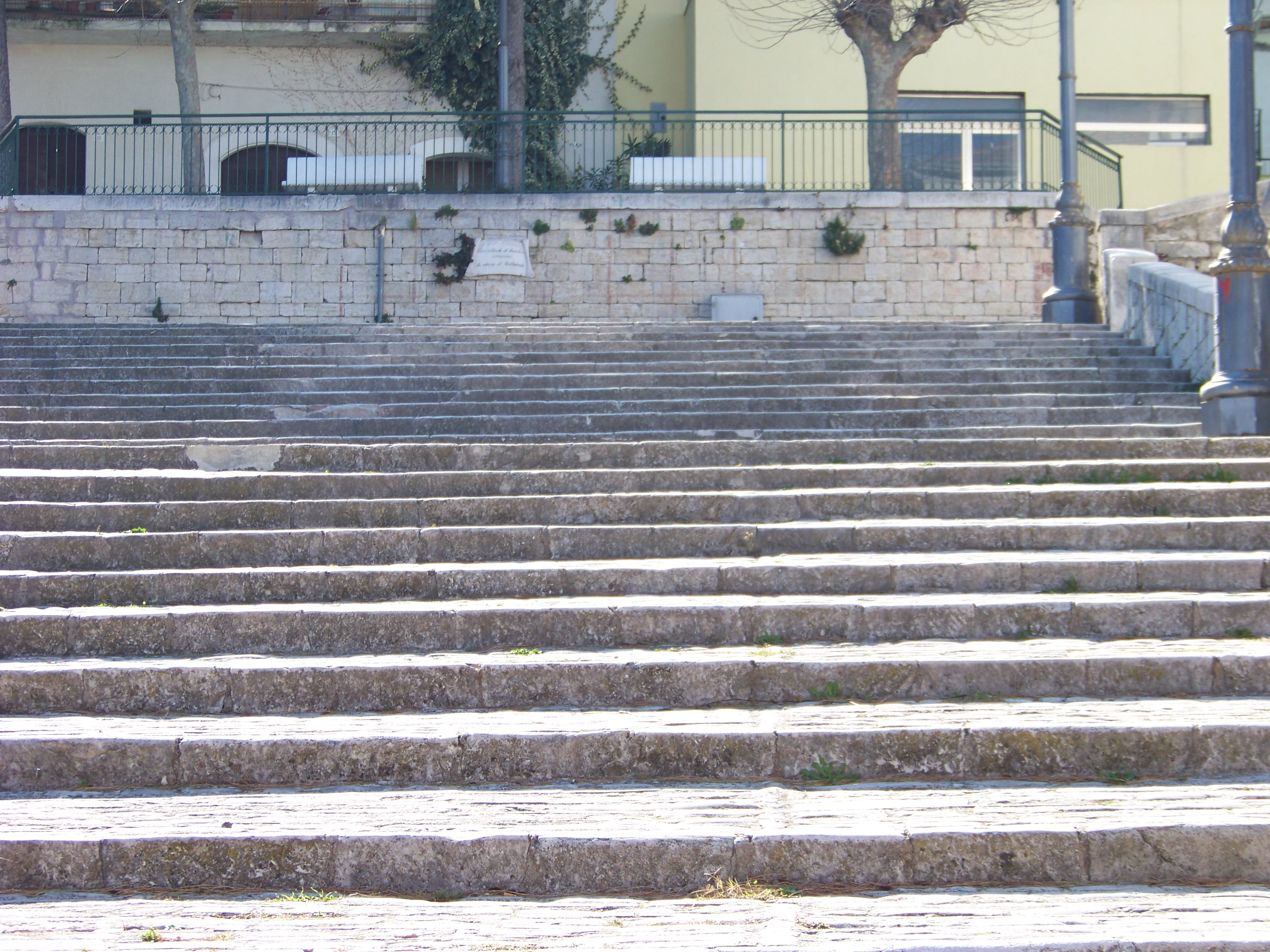
La scalinata che collega il corso principale alla parte alta del paese

- Festa di Sant'Antonio abate (17 gennaio) festa non parrocchiale, più un rito profano che si mischia al sacro, per la ricorrenza si accendono dei grandi falò nei vari rioni, è tradizione che il parroco al tramonto benedica il fuoco più vicino alla chiesa e le braci ardenti benedette vengano usate per accendere gli altri falò.
- Festa di Sant'Antonio di Padova (10 giugno)
- Festa di San Teodoro Martire (11 giugno) il quale la parrocchia possiede la reliquia del corpo e la spada, le reliquie di santa Clementina, san Vittorino, e santa Gioconda.
- Festa di Santa Maria di Loreto (14 agosto) nell'ultima domenica di luglio la statua viene portata dalla cappella situa a 3,5 km ca dal paese nella chiesa Madre. Il 14 agosto la statua viene portata a spalla in processione per le vie del paese da sole donne.
- Festa di San Rocco (15 agosto) ritorno del Santo in paese dalla cappella situa nel cimitero a 3 km ca, la statua è portata in chiesa da un carro trainato da cavalli a bordo di un carro e accompagnato da una fiaccolata[8].
- Festa di San Matteo (21 settembre)
- Festa di San Michele Arcangelo (29 settembre) sono presenti due statue nelle due chiese più importanti.
- Festa patronale di San Giovanni Battista (29 agosto) è la festa più importante e quella che richiama più turisti, colletortesi residenti fuori o all'estero e dai paesi limitrofi.

## Economia
L'economia è di carattere prevalentemente agricolo e poggia sulla produzione di cereali e un ottimo olio extravergine d'oliva che da breve ha ottenuto la denominazione di origine protetta la DOP Molise. Il Comune, spinto dalla volontà di valorizzare e far conoscere la bontà dell'olio prodotto nell'agro di Colletorto, aderisce all'Associazione Nazionale Città dell'Olio.
Colletorto possiede una propria cultivar di olivo, l'oliva nera di Colletorto. Nell'agro comunale sono presenti circa 250.000 piante che producono intorno ai 30.000 quintali di olive all'anno.
L'altra attività agricola praticata a Colletorto è la cerealicoltura. I mezzi meccanici sempre più sofisticati consentono la lavorazione dei campi in breve tempo e facilitano le operazioni di raccolta del prodotto.
Oltre all'agricoltura, frutti, vini, oli e alla coltivazione del grano, a Colletorto si annoverava anche una fabbrica di cappelli nel 1868.

## Infrastrutture e trasporti
Colletorto è collegato con i principali centri del Basso Molise tramite servizio autobus.

## Amministrazione

Il gonfalone comunale

Di seguito è presentata una tabella relativa alle amministrazioni che si sono succedute in questo comune.
| Periodo           | Periodo         | Primo cittadino           | Partito                               | Carica                    | Note          |
| ----------------- | --------------- | ------------------------- | ------------------------------------- | ------------------------- | ------------- |
| 28 settembre 1985 | 27 giugno 1990  | Annibale Rocco            | Democrazia Cristiana                  | Sindaco                   | [ 31 ]        |
| 27 giugno 1990    | 19 maggio 1993  | Annibale Rocco            | Democrazia Cristiana                  | Sindaco                   | [ 31 ]        |
| 27 maggio 1993    | 24 aprile 1995  | Felice Zeuli              | Democrazia Cristiana                  | Sindaco                   | [ 31 ]        |
| 24 aprile 1995    | 14 giugno 1999  | Pasquale Pizzuto          | Partito Democratico della Sinistra    | Sindaco                   | [ 31 ]        |
| 14 giugno 1999    | 1º ottobre 2002 | Felice Antonio Zeuli      | lista civica                          | Sindaco                   | [ 31 ]        |
| 31 ottobre 2002   | 27 maggio 2003  | Laura Scioli              |                                       | Commissario straordinario | [ 31 ]        |
| 27 maggio 2003    | 15 aprile 2008  | Antonio Matteo Mucciaccio | lista civica                          | Sindaco                   | [ 31 ]        |
| 15 aprile 2008    | 27 maggio 2013  | Fausto Tosto              | lista civica                          | Sindaco                   | [ 31 ]        |
| 27 maggio 2013    | 11 giugno 2018  | Carlo De Simone           | lista civica Progetto comune          | Sindaco                   | [ 31 ]        |
| 12 giugno 2018    | 27 maggio 2019  | Agnese Scala              |                                       | Commissario straordinario | [ 32 ] [ 33 ] |
| 27 maggio 2019    | 9 giugno 2024   | Cosimo Damiano Mele       | lista civica Un futuro per Colletorto | Sindaco                   | [ 31 ]        |
| 9 giugno 2024     | in carica       | Cosimo Damiano Mele       | lista civica Un futuro per Colletorto | Sindaco                   | [ 31 ]        |

### Gemellaggi
Il comune di Colletorto è gemellato con:
- Saint-Yrieix-sur-Charente, dal 2010[35]
- Bari
- Lefkara
- Xghajra
- Alsónémedi
- Pelplin, dal 2013

## Galleria d'immagini

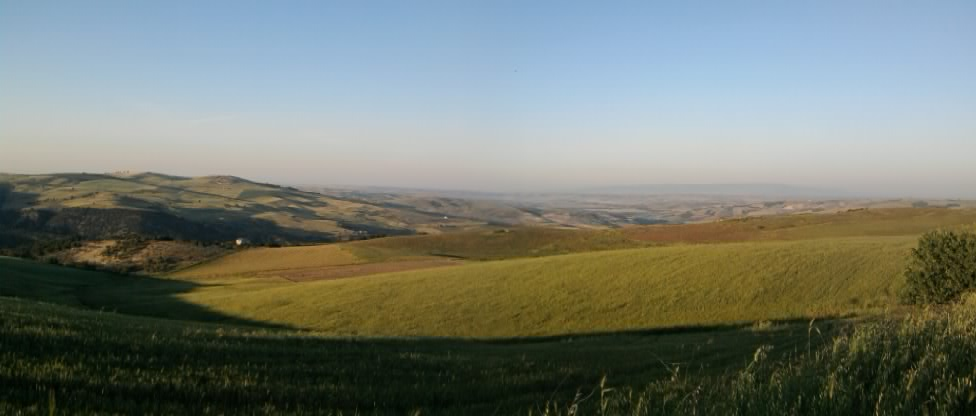
Agro di Colletorto (sullo sfondo il Gargano)
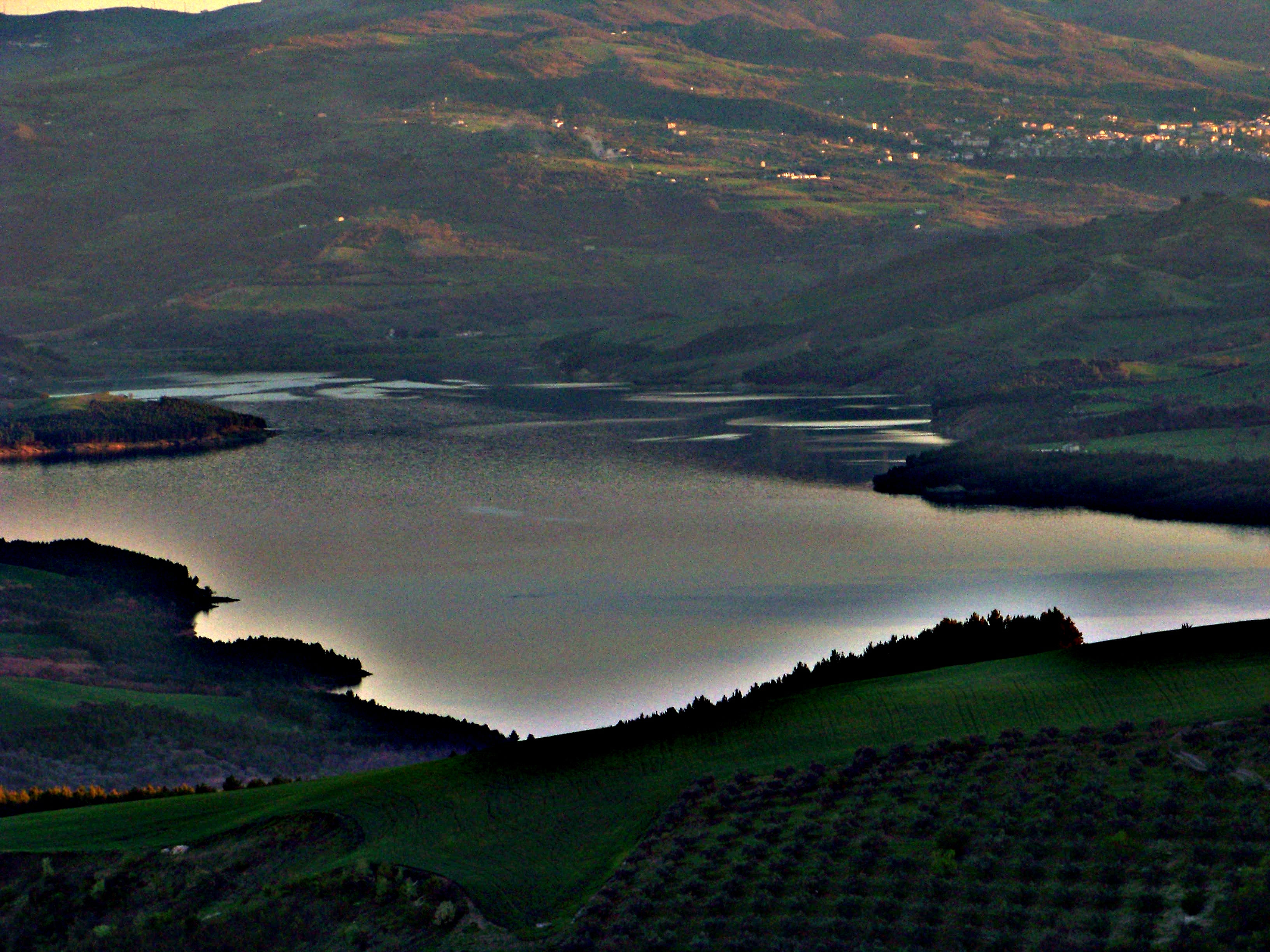
Dintorni del paese, Lago di Occhito
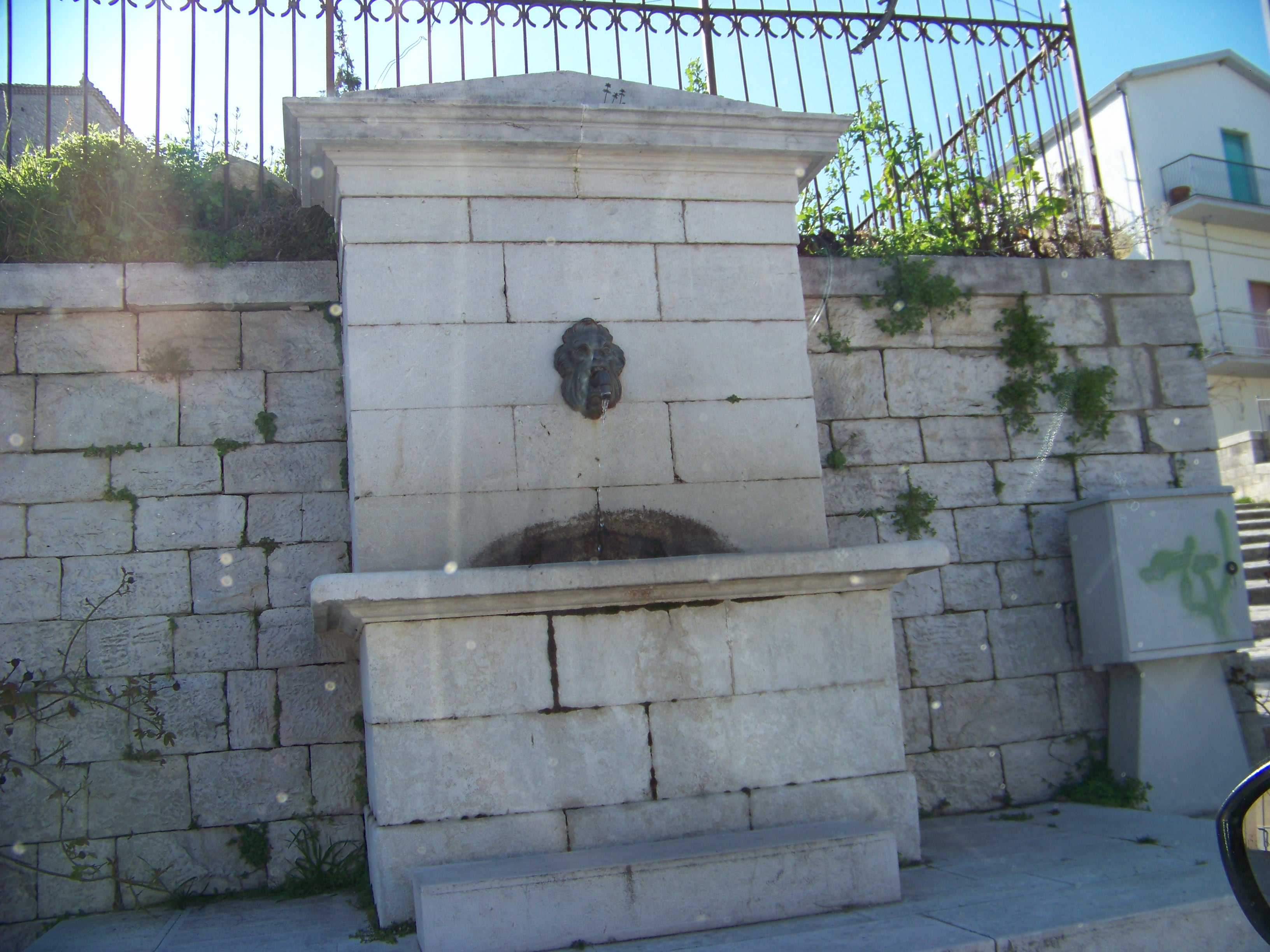
Fontana del Convento-Colletorto
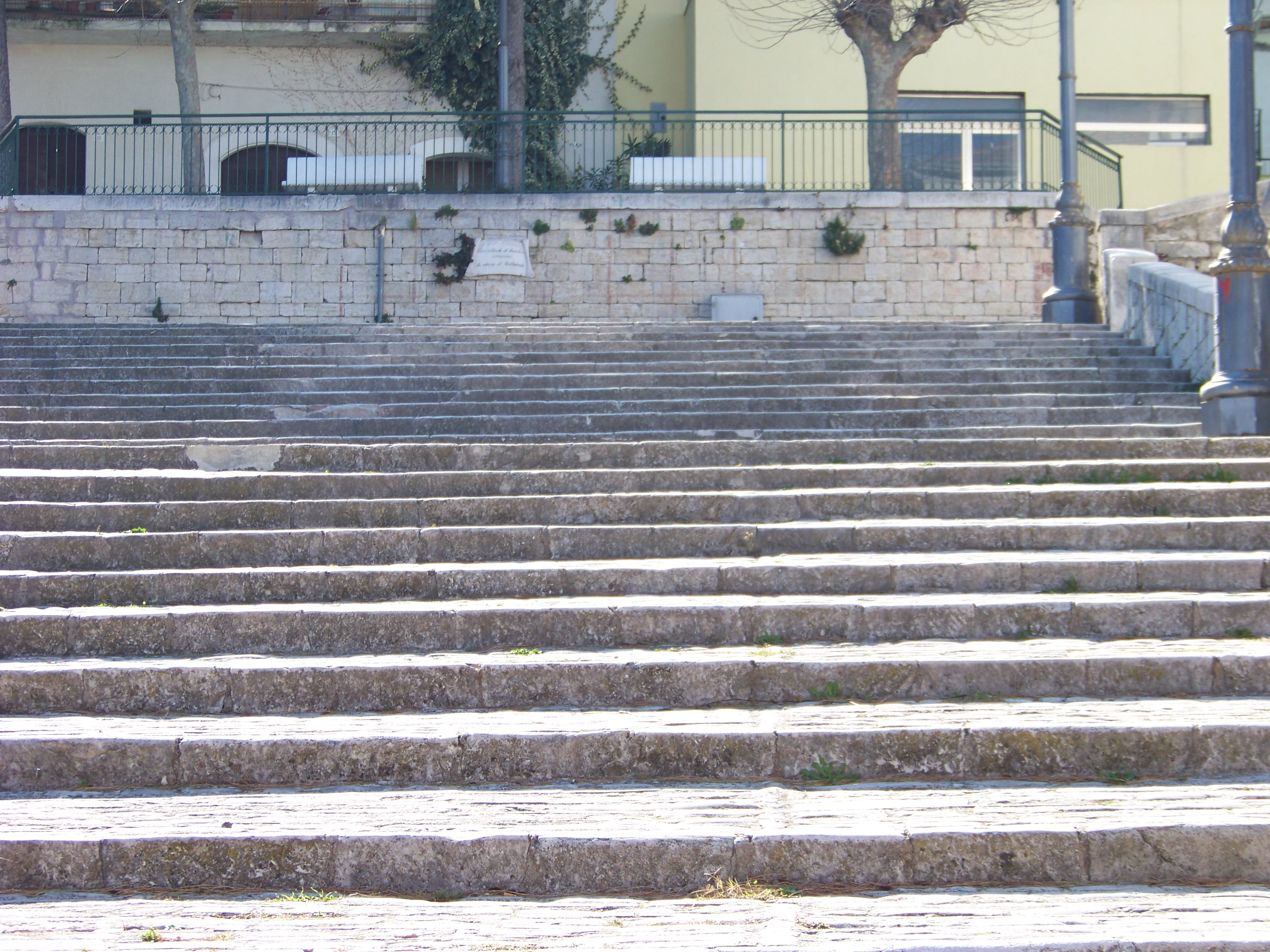
Scalinata convento particolare
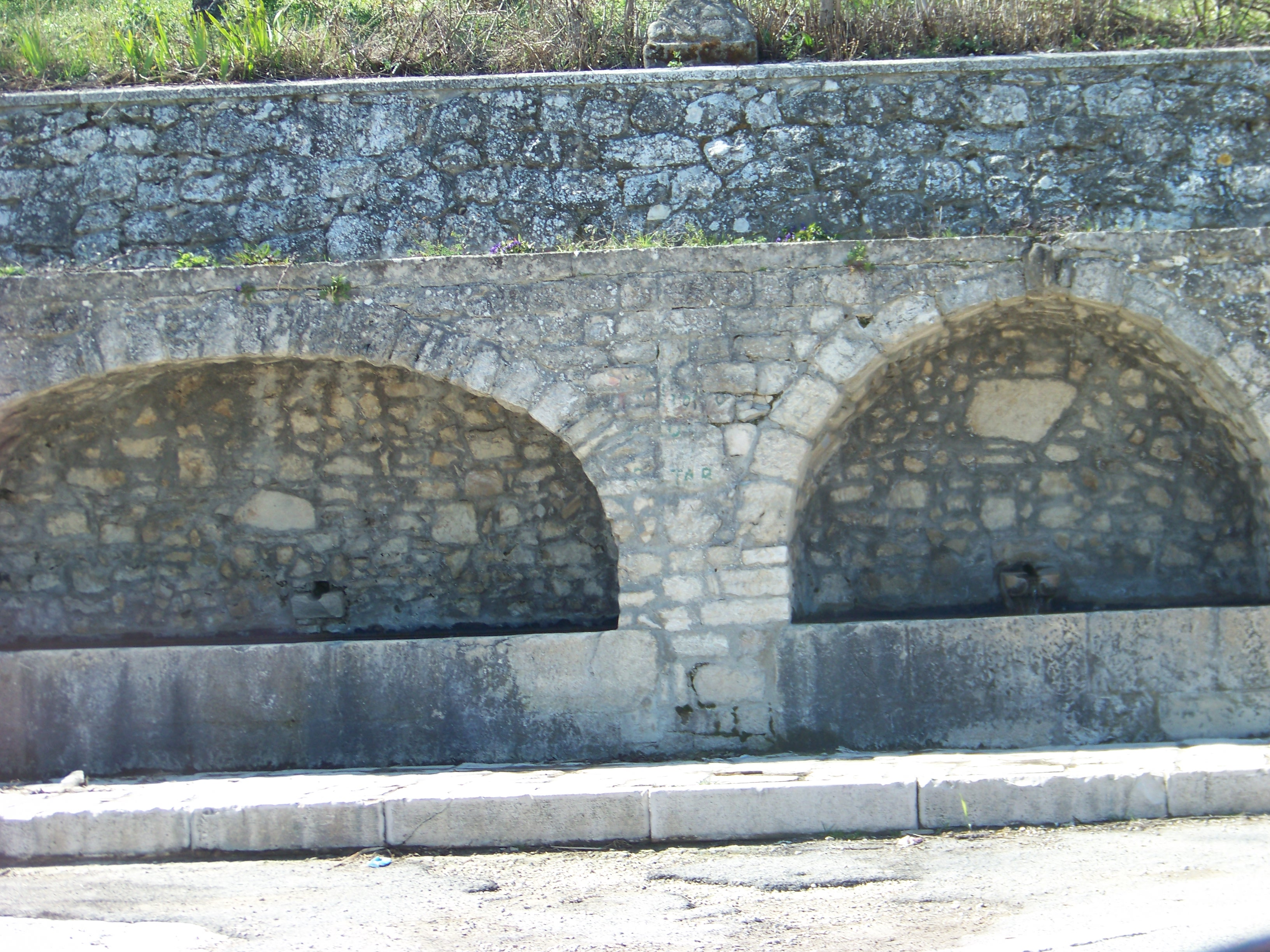
Fonta Cerasa (particolare)
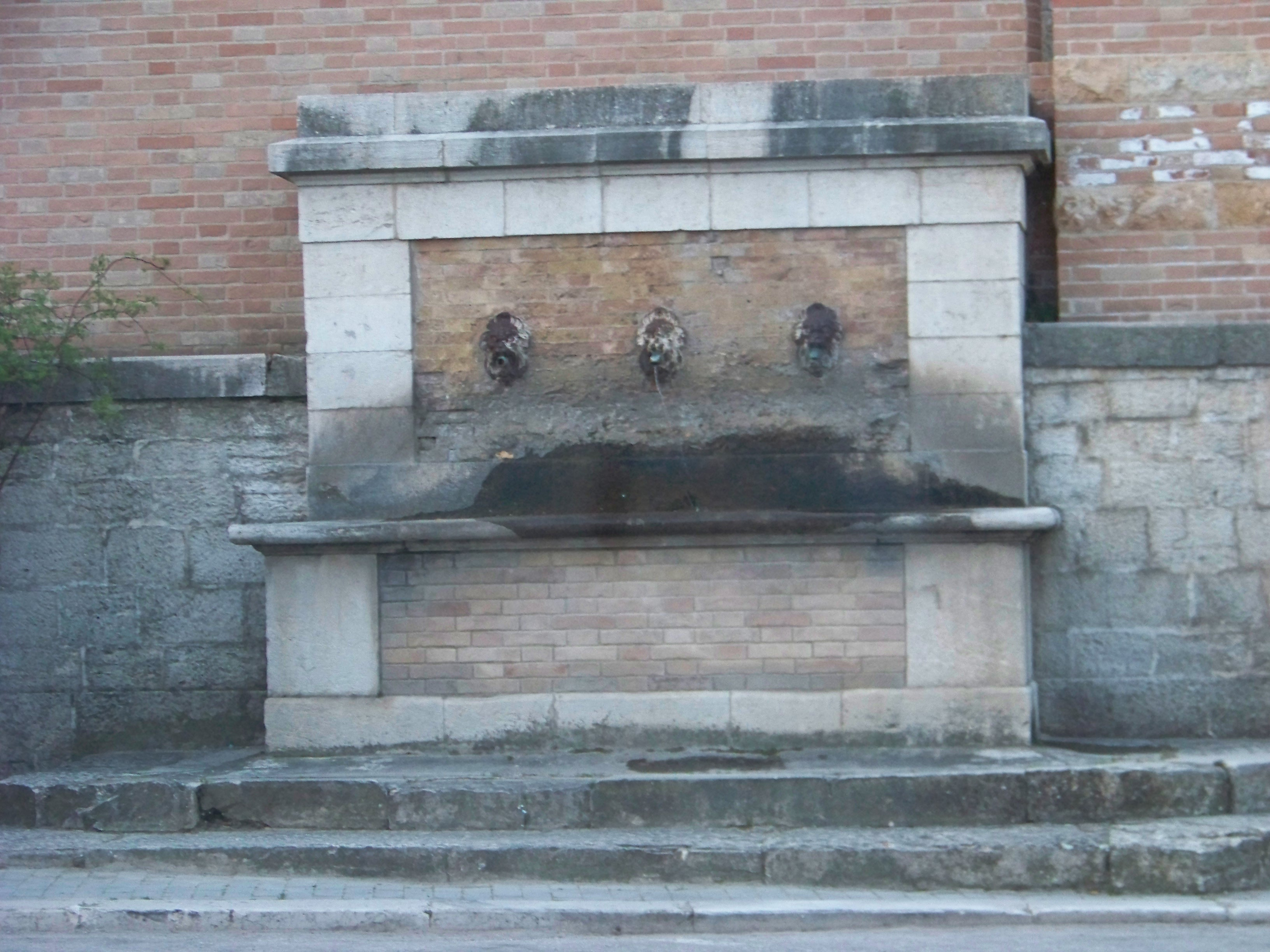
Fontana "purgatorio" Colletorto
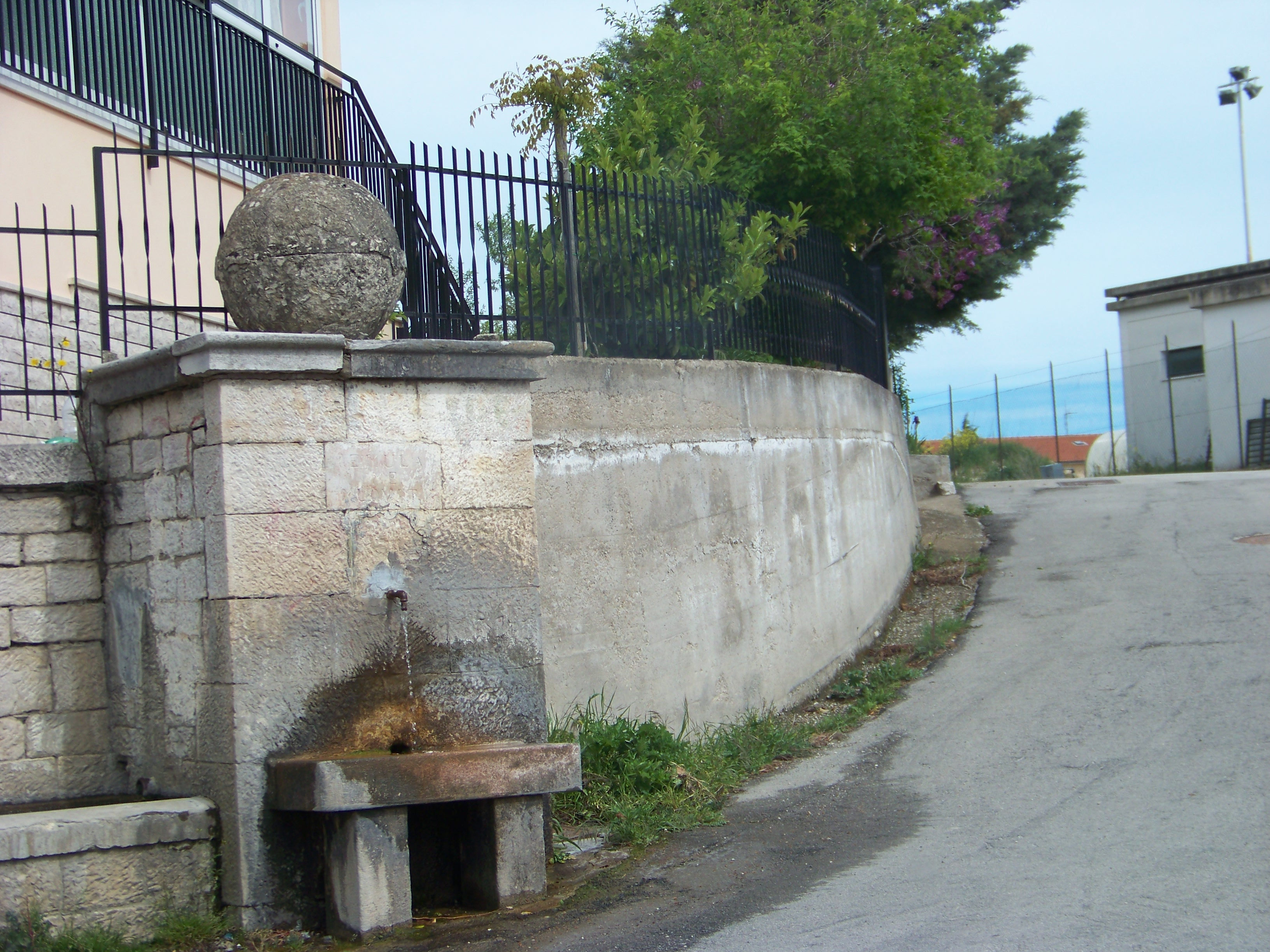
Fontana "Campo Sportivo" Colletorto
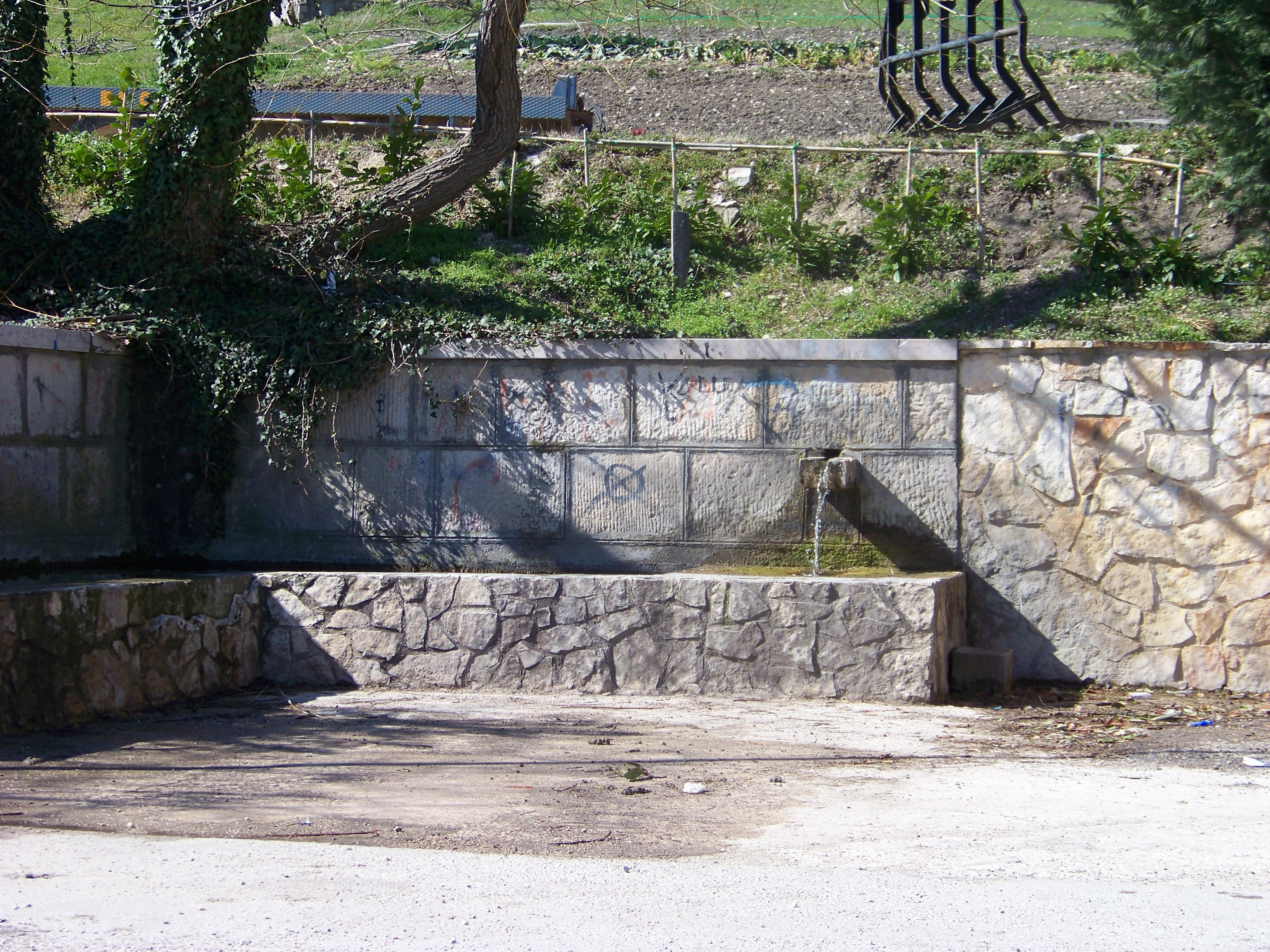
Pozzo Berardinelli Colletorto
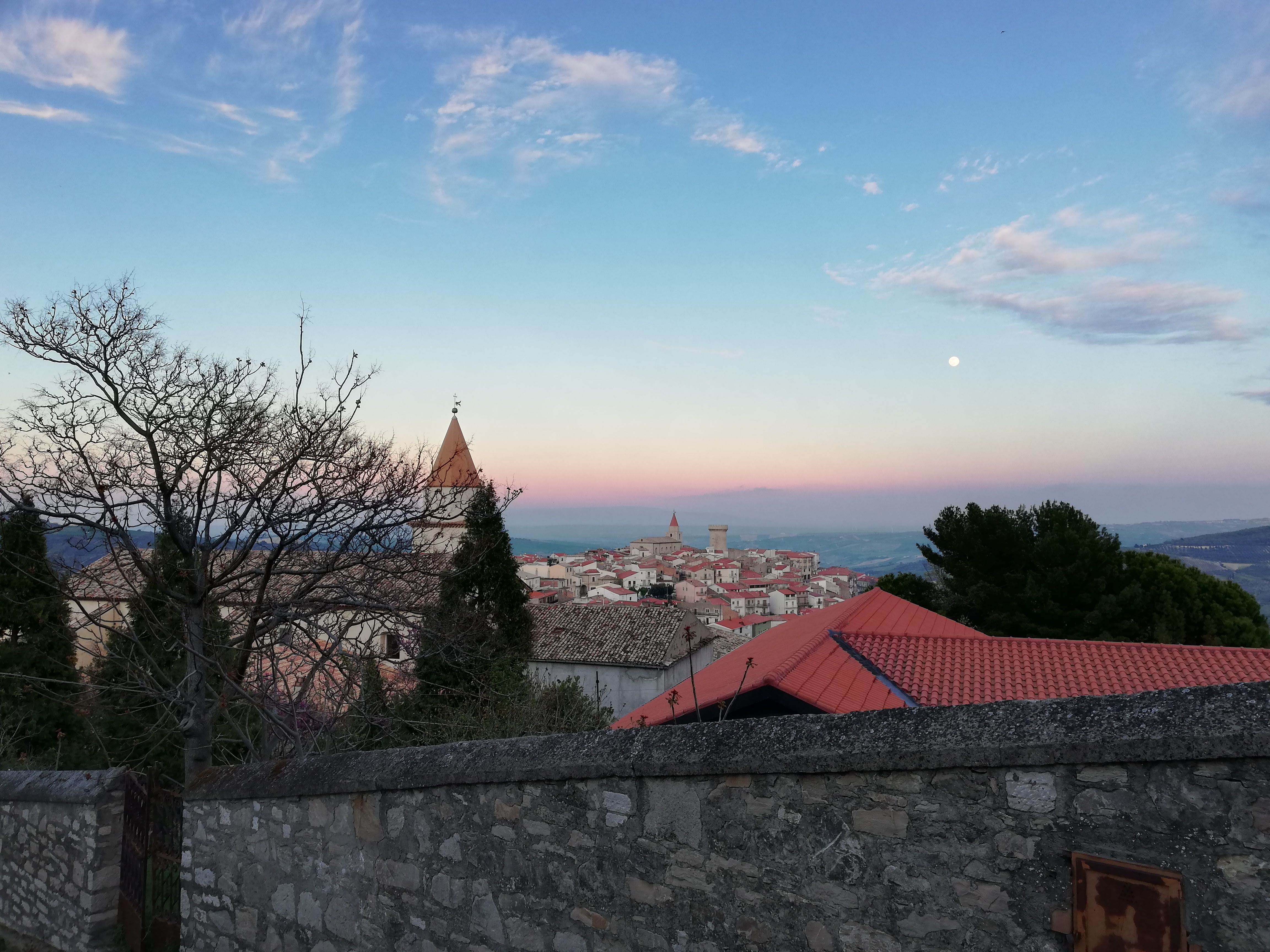
Vista del paese dalla parte alta